# Мбея (область)
Мбея (англ. Mbeya) — одна из 30 областей Танзании. Имеет площадь 62 420 км², из которых 60 350 км² принадлежат к суше, по переписи 2012 года её население составило 2 707 410 человек. Административным центром области является город Мбея.

## География
Расположена на юге страны, граничит с Замбией и Малави, а также имеет выход к озеру Ньяса.

## Административное деление
Административно область разделена на 8 округов:
- Чунья
- Мбарали
- Мбози
- Рунгве
- Кьела
- Иледже
- Мбея-город
- Мбея-село